# シュヴェンチョニース
シュヴェンチョニース（リトアニア語: Švenčionys）はリトアニアの都市。首都ヴィリニュスの北 84 km に位置する。人口の約3分の1がポーランド人の少数民族である。

## 都市名
シュヴェンチョニース（リトアニア語: Švenčionys）の各国語の表記は以下の通り。
- ポーランド語: Święciany
- ベラルーシ語: Свянцяны (Sventiany)
- イディッシュ語: סווענציאן (Sventzion)

## 歴史
シュヴェンチョニースはリトアニア大公国で最も古くからある街の一つで、14世紀から16世紀には街に地方の裁判所や修道院ができ、発展を遂げた。1830年から1831年にかけてポーランドやリトアニア各地でロシア帝国の支配に反発して起きた、11月蜂起の中心地の一つでもある。戦間期はポーランド軍の侵攻によりポーランド共和国領となった。ユダヤ人人口の多い街でもあり、1897年のロシア帝国による人口統計によると人口の52%がユダヤ人であったという。しかし第二次世界大戦中に彼らの居住区は破壊され、ユダヤ人は追放され殺害された。また、1941年から1943年にかけては街にゲットーも設置された。戦時中、数千人におよぶ現地のユダヤ人およびポーランド人が殺された。戦後はリトアニア・ソヴィエト社会主義共和国領となった。

## 人口
- 1941年 - 5,900人
- 1970年 - 4,560人
- 1979年 - 5,284人
- 1989年 - 6,469人
- 2001年 - 5,684人
- 2009年 - 5,562人